# Iris Falcón
Iris Rocío Falcón Lurita (1 de novembre de 1973) és una exjugadora de voleibol del Perú. Va ser internacional amb la Selecció femenina de voleibol del Perú. Va competir en els Jocs Olímpics d'Estiu de 1996 a Atlanta i en els de 2000 a Sydney i en el Campionat del Món de voleibol femení disputat al Japó en 1998.